# Alessandro Bazzani (scenografo)
Alessandro Bazzani, detto Il Bazzanone (Odessa, 1846 – Roma, 1911), è stato uno scenografo e pittore italiano.

## Biografia
Alessandro Bazzani nacque a Odessa nel 1846, figlio dello scenografo Carlo e di Adelaide Pozzi.
Dopo aver subìto due arresti nel 1866 e nel 1867 per motivi politici, si avvicinò al palcoscenico in modo indipendente dal padre, presentando con ottimi risultati nel 1871-1872 il Nerone del drammaturgo Pietro Cossa, con il quale costituì una coppia di grande e duraturo successo.
Dopo il Nerone realizzò le scene per Cola di Rienzo (1873-1874); Messalina, (1876); I Borgia (1878); Cecilia (1879-1880).
Successivamente Cossa scrisse la sua ultima opera, Ariosto e gli Estensi (1874), ma dopo pochi anni l'autore morì e Bazzani diventò lo scenografo ufficiale delle celebrazioni svolte nel 1881-1882.
Contemporaneamente all'attività con il Cossa, già dal 1874 Bazzani iniziò la collaborazione con il teatro lirico, realizzando scene al Politeama Romano e al Teatro Argentina.
Dal 1876 il Bazzani lavorò con continuità con il Teatro Apollo fino al 1888, realizzando scene per uno o due atti.
Negli ultimi decenni del XIX secolo Bazzani lavorò sia con il teatro di prosa sia con l'opera e tra il 1870 e il 1894 Bazzani collaborò a Roma con le più prestigiose compagnie, tra cui quelle di: Adelaide Ristori, Virginia Marini, Ernesto Rossi ed Ermete Novelli.
Importanti furono le sue scenografie per le due famose Teodora di Victorien Sardou, una interpretata da Eleonora Duse (1885) e l'altra da Sarah Bernhardt (1889).
Al Alhambra, tra il 1880 e il 1884, realizzò le scene per alcuni celebri balletti quali Carlo il guastatore di G. Rota.
Nel 1894 si trasferì a Genova per il Teatro Carlo Felice, a Firenze e in  Calabria, in Puglia, a Tunisi, a Cefalonia e Corfù. Dopo il 1896 lavorò per il Teatro di San Carlo di Napoli, ma la morte del figlio lo fece rientrare nella capitale.
In quegli anni un'ondata di innovazioni si diffuse nella messinscena, ma Bazzani non accettò le nuove scenografie architettoniche e si ritirò a vita privata sul Gianicolo, dove morì il 5 ottobre 1911.
Bazzani  spaziava nel suo repertorio in tutti i generi richiesti dai teatri lirici e di prosa.
Lo stile di Bazzani ricevette influenze, nella sua fase di formazione, dal gusto tardo-romantico, ma anche realistico e del paesaggio naturale di suo padre, invece Cossa lo ispirò verso un più preciso realismo e verismo, che prevedeva di copiare la realtà aggiungendo elementi fantasiosi per teatralizzarla con risultati suggestivi.
Bazzani si occupò anche di decorazioni come quelle per le celebrazioni di Cossa e di Voltaire, ma anche per feste e cerimonie ufficiali fra cui quelle dello scoprimento della statua a Giordano Bruno (1889).